# M.H. Abrams
M.H. Abrams, all'anagrafe Meyer Howard Abrams (Long Branch, 23 luglio 1912 – Ithaca, 21 aprile 2015), è stato un critico letterario statunitense, è considerato un'autorità per quanto riguarda la critica letteraria di lingua inglese dal secondo dopoguerra agli anni settanta.

## Biografia
M.H. Abrams nacque alla periferia di New York in una famiglia ebrea relativamente povera (il padre era un pittore edilizio). Fu il primo in famiglia a studiare, e riuscì a entrare ad Harvard nel 1930 per poi specializzarsi a Cambridge con I. A. Richards nel 1935. Tornò negli USA per prendere il Master nel 1937 e il PhD nel 1940. La sua tesi di dottorato, sul Romanticismo inglese, fece poi da base al suo libro più famoso, The Mirror and the Lamp, uscito nel 1953.
Durante la Seconda guerra mondiale svolse il servizio nel "Psycho-Acoustics Laboratory" di Harvard, dove si studiava l'impostazione della voce nella trasmissione dei comandi militari. Nel 1945 divenne professore alla Cornell University, dove svolse una brillante carriera accademica fino a diventare professore emerito nel 1983. Ha tenuto corsi anche all'Università della California (Los Angeles), all'Università di Toronto, all'Università della Columbia Britannica (Vancouver) e all'Università di Oxford. Nel 2007 gli è stata conferita una Endowed Fellowship onoraria. Muore a Ithaca, New York, il 21 aprile 2015.

## Le tesi critiche
Riagganciandosi alle teorie organicistiche di Samuel Taylor Coleridge e studiando in particolare William Wordsworth (di cui in qualche modo legittima in sede critica la grandezza), Abrams dimostra che la poesia prima dei romantici era vista essenzialmente come specchio riflettente il mondo reale, per qualche tipo di mimesis, ma con l'avvento dei romantici la poesia fu vista piuttosto come una lampada che dall'interno del poeta rischiara il cammino (in The Mirror and the Lamp).
Un'altra sua tesi è che le teorie letterarie si dividono in quattro gruppi:
- le teorie mimetiche (che mettono in relazione l'opera con l'universo)
- le teorie pragmatiche (che si interessano della relazione tra opera e pubblico)
- le teorie espressive (che guardano al rapporto tra opera e artista)
- le teorie oggettive (interessate all'opera in quanto tale).

In Natural Supernaturalism (1971), con altrettanta autorità, Abrams riallaccia il Romanticismo al pensiero Cristiano e Neoplatonico, sostituendo il "Preludio alle Lyrical Ballads" con l'introduzione a The Recluse quale opera centrale del pensiero di Wordsworth, e spostando la visione del poeta-lampada verso quella del poeta-redentore che tenta di restaurare il divino.
In ogni caso, Abrams ha voluto vedere nel pensiero romantico inglese e tedesco una vera e propria svolta decisiva dell'Occidente.
Tra i suoi studi anche quelli sul Beowulf, su Alexander Pope, Thomas de Quincey, George Crabbe e Francis Thompson.
Abrams è anche redattore delle voci sui romantici nell'antologia più usata dalle università americane, la Norton Anthology of English Literature ed è autore di un apprezzato Glossary of Literary Terms (1957).
Tra i suoi molti allievi, Harold Bloom e Wayne C. Booth.

## Opere
- The Mirror and the Lamp: Romantic Theory and the Critical Tradition (1953)
  - trad. Lo specchio e la lampada: la teoria romantica e la tradizione critica, a cura di Giovanna Capone, Il Mulino, Bologna 1976, 1988
- The Poetry of Pope: A Selection (1954)
- (a cura di) Literature and Belief: English Institute Essays, 1957 (1957)
- A Glossary of Literary Terms (1957, 20099)
- Literature and Belief (1958)
- English Romantic Poets: Modern Essays In Criticism (1960)
- (a cura di, con altri) Norton Anthology of English Literature (1962 e successive)
- The Milk of Paradise: The Effect of Opium Visions on the Works of DeQuincey, Crabbe, Francis Thompson, and Coleridge (1970)
- Natural Supernaturalism: Tradition and Revolution in Romantic Litterature (1971)
- (a cura di) Wordsworth: A collection of Critical Essays (1972)
- Lawrence Lipking (a cura di), High Romantic Argument: Essays for M.H. Abrams (1981)
- The Correspondent Breeze: Essays on English Romanticism (1984)
- Doing Things with Texts: Essays in Criticism and Critical Theory (1989)